# Paul Rabinowitz
Paul H. Rabinowitz (nascut el 1939) és professor de Matemàtiques de l'Edward Burr Van Vleck i professor d'Investigació Vilas de la Universitat de Wisconsin, Madison. Va rebre un doctorat de la Universitat de Nova York el 1966 sota la direcció de Jürgen Moser. De 1966 a 1969 es va dur a terme una designació postdoctoral a la Universitat Stanford. Treballa en el camp de les equacions diferencials en derivades parcials i en l'anàlisi no-lineal. Ell és el més conegut per la seva teoria de bifurcacions globals.
És el destinatari de nombrosos premis i honors, inclòs el Premi George David Birkhoff en el 1998. Va ser triat com a membre de l'Acadèmia Nacional de Ciències dels Estats Units el 1998. El 2012 es va convertir en membre de la Societat Americana de Matemàtiques.